# Distrikt Cusipata
Der Distrikt Cusipata liegt in der Provinz Quispicanchi der Region Cusco in Südzentral-Peru. Der Distrikt wurde am 5. September 1940 gegründet. Er besitzt eine Fläche von 243 km². Beim Zensus 2017 lebten 4695 Einwohner im Distrikt. Im Jahr 1993 lag die Einwohnerzahl bei 5003, im Jahr 2007 bei 4755. Die Distriktverwaltung befindet sich in der 3319 m hoch gelegenen Kleinstadt Cusipata mit 1449 Einwohnern (Stand 2017). Cusipata liegt am Ostufer des Río Vilcanota (Oberlauf des Río Urubamba) 28 km südsüdöstlich der Provinzhauptstadt Urcos. Die Fernstraße von Puno nach Cusco führt durch die Stadt.

## Geographische Lage
Der Distrikt Cusipata befindet sich in den westlichen Ausläufern der Cordillera Vilcanota im Südwesten der Provinz Quispicanchi. Der Río Vilcanota durchquert den äußersten Westen des Distrikts in nördlicher Richtung. Dessen rechter Nebenfluss Río Chillihuani durchfließt den Osten des Distrikts. Im äußersten Nordosten erhebt sich der 5435 m hohe Wasaqucha. Südlich von diesem befindet sich der 5200 m hoch gelegene Aussichtspunkt Winicunca.
Der Distrikt Cusipata grenzt im Westen an den Distrikt Sangarará, im Nordwesten an den Distrikt Quiquijana, im Nordosten an den Distrikt Ocongate sowie im Südosten und im Süden an die Distrikte Pitumarca und Checacupe (beide in der Provinz Canchis).

## Ortschaften
Neben dem Hauptort gibt es folgende größere Ortschaften im Distrikt:
- Chillihuani
- Moccoraise (381 Einwohner)
- Paropujio (212 Einwohner)
- Patacolcca
- Paucarpata (247 Einwohner)
- Tintinco
- Yaucat (227 Einwohner)